# Weil (Oberbayern)
Weil er en kommune i Landkreis Landsberg am Lech, Regierungsbezirk Oberbayern i den tyske delstat Bayern.

## Historie
Byen var en del af Kurfyrstedømmet Bayern. Den Tyske Orden (Kommende Blumenthal) havde her en åben Hofmark. Kommunen Weil blev dannet i 1818, men fik først sin nuværende udstrækning ved områdereformen i 1972, hvor de tidligere selvstændige kommuner Beuerbach, Geretshausen, Pestenacker, Petzenhausen og Schwabhausen blev slået sammen med Weil.